# Odonteus corniger
Odonteus corniger är en skalbaggsart som beskrevs av Melsheimer 1845. Odonteus corniger ingår i släktet Odonteus och familjen Bolboceratidae. Inga underarter finns listade i Catalogue of Life.